# Clive Llewellyn
Clive Llewellyn (ur. 27 marca 1953 w Eldoret) – kanadyjski zapaśnik walczący w stylu wolnym. Olimpijczyk z Montrealu 1976, gdzie odpadł w eliminacjach w kategorii 68 kg.
Uczestnik mistrzostw świata w 1975. Srebrny medalista igrzysk panamerykańskich w 1975. Zajął czwarte miejsce na igrzyskach Wspólnoty Narodów w 1978. Czwarty w Pucharze Świata w 1975, 1976 i 1980 roku.
Zawodnik Uniwersytetu Zachodniego Ontario, Uniwersytetu Lakehead, trener związany z Uniwersytetem Calgary.